# Белевехчево
Белевехчево (болг. Белевехчево) — село в Благоевградской области Болгарии. Входит в состав общины Сандански. Находится примерно в 4 км к востоку от центра города Сандански и примерно в 54 км к югу от центра города Благоевград. По данным переписи населения 2011 года, в селе  проживал 1 человек, преобладающая национальность — болгары.

## Население
| Год     | 1934 | 1946 | 1956 | 1965 | 1975 | 1985 | 1992 | 2001 | 2011 |
| ------- | ---- | ---- | ---- | ---- | ---- | ---- | ---- | ---- | ---- |
| Жителей | 88   | 78   | 90   | 16   | 4    | 2    | 3    | 1    | 1    |

|  |